# Шированово
Шированово — деревня в составе Ильинского городского округа в Пермском крае России.

## Географическое положение
Деревня расположена на берегу Камского водохранилища (ранее на реке Кама), при впадении реки Шированова, вблизи деревни Банюково  на расстоянии менее 1 километра на запад от села Кыласово.

## Климат
Климат характеризуется как умеренно континентальный, с продолжительной холодной зимой и коротким летом. Средняя многолетняя температура самого холодного месяца (января) составляет −15,3—14,7 °С, температура самого тёплого (июля) 17,4—18,2 °С. Продолжительность холодного периода составляет 5 месяцев, теплого 7 месяцев, а смена их происходит в октябре — осенью, весной в первой половине апреля.

## История
Деревня до 2020 года входила в состав Чёрмозского городского поселения Ильинского района. После упразднения обоих муниципальных образований входит в состав Ильинского городского округа.

## Население
| 2010 |
| ---- |
| 6    |

### Национальный состав
Согласно результатам переписи 2002 года, в национальной структуре населения
русские составляли 100 % из 5 чел.

## Инфраструктура
Личное подсобное хозяйство.

## Транспорт
Просёлочная дорога.